# Göpfritz an der Wild
Göpfritz an der Wild è un comune austriaco di 1 856 abitanti nel distretto di Zwettl, in Bassa Austria; ha lo status di comune mercato (Marktgemeinde). Ha inglobato il comune soppresso di Kirchberg an der Wild.